# Comté de Cass (Dakota du Nord)
Pour les articles homonymes, voir Comté de Cass.
Le comté de Cass est un comté du Dakota du Nord, aux États-Unis.
Le comté de Cass est le comté le plus peuplé du Dakota du Nord, représentant près de 23% de la population de l’État en 2018. Il a été nommé d’après le président de la Northern Pacific Railway George Washington Cass. Son siège est Fargo, la ville la plus peuplée dans l’État
La Rivière rouge marque la frontière du comté avec l'État voisin du Minnesota.

## Démographie
| 1880  | 1890   | 1900   | 1910   | 1920   | 1930   |
| ----- | ------ | ------ | ------ | ------ | ------ |
| 8 998 | 19 613 | 28 625 | 33 935 | 41 477 | 48 735 |

| 1940   | 1950   | 1960   | 1970   | 1980   | 1990    |
| ------ | ------ | ------ | ------ | ------ | ------- |
| 52 849 | 58 877 | 66 947 | 73 653 | 88 247 | 102 874 |

| 2000    | 2010    | - | - | - | - |
| ------- | ------- | - | - | - | - |
| 123 138 | 149 778 | - | - | - | - |

## Source
- (en) Cet article est partiellement ou en totalité issu de l’article de Wikipédia en anglais intitulé « Comté de Cass (Dakota du Nord) » (voir la liste des auteurs).